# Otterville (Missouri)
Otterville és una població dels Estats Units a l'estat de Missouri. Segons el cens del 2000 tenia 476 habitants.

## Demografia
Segons el cens del 2000, Otterville tenia 476 habitants, 200 habitatges, i 136 famílies. La densitat de població era de 375,1 habitants per km².
Dels 200 habitatges en un 28% hi vivien nens de menys de 18 anys, en un 53% hi vivien parelles casades, en un 9,5% dones solteres, i en un 32% no eren unitats familiars. En el 27% dels habitatges hi vivien persones soles l'11,5% de les quals corresponia a persones de 65 anys o més que vivien soles. El nombre mitjà de persones vivint en cada habitatge era de 2,38 i el nombre mitjà de persones que vivien en cada família era de 2,85.
Per edats la població es repartia de la següent manera: un 22,1% tenia menys de 18 anys, un 11,3% entre 18 i 24, un 22,9% entre 25 i 44, un 27,7% de 45 a 60 i un 16% 65 anys o més.
L'edat mediana era de 40 anys. Per cada 100 dones de 18 o més anys hi havia 89,3 homes.
La renda mediana per habitatge era de 27.031 $ i la renda mediana per família de 33.750 $. Els homes tenien una renda mediana de 25.125 $ mentre que les dones 16.250 $. La renda per capita de la població era de 12.741 $. Entorn del 8,1% de les famílies i el 14,3% de la població estaven per davall del llindar de pobresa.

## Poblacions més properes
El següent diagrama mostra les poblacions més properes.